# Nathusius Investments
Nathusius Investments Sp. z o.o (wcześniej Tęcza Dom Wydawniczy i Handlowy) – firma z branży mediowej, zajmująca się wydawaniem specjalistycznych magazynów B2B oraz organizowaniem eventów. Siedziba firmy znajduje się w Warszawie.

## Historia
Firma powstała w 1994 roku i od początku swojej działalności zajmowała się wydawaniem magazynów masowych. Główne tytuły to Moje Mieszkanie (magazyn na licencji niemieckiego wydawcy Gruner + Jahr), Majster oraz Sandra (robótki ręczne, pismo na licencji DPV/BPV). W 1999 roku wszystkie tytuły konsumenckie zostały sprzedane lokalnym filiom licencjodawców oraz innym wydawnictwom, takim jak Motor-Presse Polska.
W 1996, w ramach Nathusius Investments, powstało Unit Wydawnictwo Informacje Branżowe Sp. z o.o., wydające magazyny typu b2b. Nakładem wydawnictwa ukazało się piętnaście tytułów, skierowanych głównie do menadżerów handlowych spoza sektora FMCG. W 2000 roku Unit Wydawnictwo Informacje Branżowe przejął Verlagsgruppe Ebner Ulm.
W 1998 roku Nathusius Investments, za pośrednictwem WebMasterHome Sp. z o.o, zaangażował się w kilka projektów internetowych. Strony takie jak Salon.pl (prowadzona przez Shop Online Sp. z o.o, firmę będącą częścią WebMastersHome) przyciągnęły uwagę opinii publicznej.

## Firma dziś
Od 1995 roku, Nathusius Investments, pod marką “Disco Magic Publishing” reprezentuje zagraniczne wytwórnie płytowe. Firma jest członkiem Stowarzyszenia Autorów ZAiKS.
Nathusius Investments ustanowiło kilka ważnych nagród. Najważniejsze z nich to „Lider Forum” (prestiżowa polska nagroda w branży mleczarskiej), „Top Kupiec” oraz „Top Sprzedawca”. Wydawnictwo jest członkiem Izby Wydawców Prasy i polskiego oddziału International Advertising Association.

## Główne marki
- Disco Magic Publishing
- Forum Mleczarskie – Media Branży Nabiałowej[12]
- Strategie – Świat Dyrektorów Finansowych[13]
- Galeria Chwały Polskiej Ekonomii